# Línia 9 del metro de París
La línia 9 del metro de París és una de les setze línies del metro de París. Connecta l'estació de Pont de Sèvres, a Boulogne-Billancourt, amb l'estació de Mairie de Montreuil a Montreuil. És una de les línies més extenses i de les més utilitzades amb 116 milions de passatgers l'any 2004.
El seu recorregut transcorre pel sud-oest, nord-centre i l'est de la capital francesa amb un traçat en forma de paràbola. Enllaça dos sectors socialment oposats, els barris burgesos de l'oest de París i els barris populars de l'est.

## Història

### Cronologia
- 8 de novembre de 1922: obertura del tram entre Trocadéro i Exelmans.
- 27 de maig de 1923: perllongament al nord-est fins a Saint-Augustin.
- 3 de juny de 1923: perllongament al nord-est fins a Chaussée d'Antin - La Fayette.
- 29 de setembre de 1923: ampliació al sud-oest fins a Porte de Saint-Cloud.
- 30 de juny de 1928: perllongament cap a l'est fins a Richelieu - Drouot.
- 10 de desembre de 1933: ampliació cap a l'est fins a Porte de Montreuil.
- 3 de febrer de 1934: ampliació cap al sud-oest fins a Pont de Sèvres.
- 14 d'octubre de 1937: perllongament fins a Mairie de Montreuil.